# Drive-By Truckers
I Drive-By Truckers sono un gruppo musicale statunitense di country rock fondato nel 1996 ad Athens (Georgia) e tuttora attivo.

## Storia
Il nucleo originale dei Drive-By Truckers, fondato nel 1996, era costituito da Patterson Hood (figlio del bassista David Hood dei Muscle Shoals Rhythm Section) e Mike Cooley. In precedenza, Hood e Cooley si erano già distinti col gruppo Adam's House Cat, che alla fine degli anni ottanta aveva vinto un concorso come miglior gruppo emergente indetto dalla prestigiosa rivista Musician.
Alla fine degli anni novanta il gruppo, che aveva ancora una formazione molto mobile, incise i suoi primi due album, Gangstabilly (1998) e Pizza Deliverance (1999), a cui seguì un esteso tour promozionale e la pubblicazione di un album dal vivo, Alabama Ass Whuppin' (2000). Fin da questi primi anni il gruppo iniziò a guadagnarsi un buon seguito di pubblico, sia grazie ai numerosi concerti, sia attraverso un sito web particolarmente innovativo per l'epoca.
Nel 2001, dopo averci lavorato per tre anni, i Drive-By Truckers pubblicarono un nuovo album, molto più ambizioso dei precedenti, il doppio Southern Rock Opera, un concept album sul tema della carriera del gruppo southern rock dei Lynyrd Skynyrd vista come riflesso del declino culturale del sud degli Stati Uniti negli anni settanta. Pubblicato originariamente dall'etichetta indipendente Soul Dump Records, di proprietà degli stessi Drive-By Truckers, l'album ebbe un tale successo di critica e di pubblico da essere ripubblicato da due altre etichette, entrambe major: Mercury e Lost Highway.
Nel tardo 2001 uno dei tre chitarristi del gruppo, Rob Malone, abbandonò. Poiché il trio di chitarre costituiva uno dei tratti distintivi del sound dei Drive-By Truckers, Malone fu immediatamente rimpiazzato; al suo posto entrò Jason Isbell, che in seguito sarebbe diventato uno dei più acclamati compositori del gruppo insieme a Hood e Cooley.
Nel 2003 venne pubblicato per l'etichetta texana New West il nuovo album Decoration Day, concettualmente il seguito di Southern Rock Opera, e altrettanto acclamato. Anche in questo caso si trattava di un concept album, questa volta basato sulle storie parallele di un gruppo di personaggi coinvolti in situazioni difficili (fra i temi specifici trattati dal disco ci sono per esempio il matrimonio, l'abbandono, l'incesto, l'omicidio e il suicidio).
Nel 2003 la formazione del gruppo subì un nuovo abbandono di un membro storico, il bassista Earl Hicks, rimpiazzato da Shonna Tucker, moglie del chitarrista Isbell, la quale aveva già suonato sull'album Decoration Day nel brano Sounds Better in the Song. L'anno successivo fu pubblicato il terzo concept album del gruppo, The Dirty South, in cui venivano rappresentati diversi personaggi della mitologia sudista americana, da Sam Phillips a John Henry e lo sceriffo Buford Pusser.
Il lavoro successivo, A Blessing and a Curse (2006), pubblicato dopo due anni di concerti, rappresentò una svolta nella storia del gruppo, che cercava di trascendere i confini del southern rock cercando soluzioni più vicine alla tradizione del rock anni settanta (in particolare quello di Rolling Stones, Faces, Tom Petty e Neil Young) e meno legate all'eredità dei padri del southern, i Lynyrd Skynyrd. L'album fu anche pesantemente influenzato dal rientro nella formazione del gruppo di John Neff, che aveva suonato nel primo album e poi occasionalmente in quelli successivi. L'ingresso di Neff come membro stabile della formazione fu però confermato solo l'anno successivo, in seguito all'abbandono di Isbell, che lasciava un posto vacante alla chitarra elettrica. Ancora nel 2007 la formazione del gruppo si arricchì di due nuovi elementi, Spooner Oldham e Jay Gonzalez, entrambi alle tastiere. Fra tutti questi cambi di formazione, la buona salute del gruppo fu confermata dalla pubblicazione di The Scene of the Crime (2007) di Bettye LaVette, in cui i Drive-By Truckers suonavano a supporto della cantante e che riscosse un grande successo, posizionandosi al primo posto nella classifica di Billboard e ricevendo il Grammy Award come miglior album di blues contemporaneo.
Negli ultimi anni i Drive-By Truckers hanno pubblicato un nuovo album in studio (Brighter Than Creation's Dark, 2008), uno dal vivo (Live from Austin, TX, 2009), una raccolta di brani inediti (The Fine Print, 2009), e hanno suonato nuovamente come band di supporto in un album altrui, Potato Hole di Booker T. Jones. Un nuovo album dal titolo The Big To Do è previsto per il 2010.
Dal 2018 il loro brano Where the devil don't stay (da The Dirty South) è nei titoli di testa della serie di stand-up comedy The Degenerates prodotta da Netflix.

## Formazione
Formazione corrente
- Mike Cooley – chitarra, voce, basso (1996-oggi)
- Patterson Hood – chitarra, voce, basso (1996–oggi)
- John Neff – chitarra, voce (1998, 1999, 2003, 2006, 2007–oggi)
- Shonna Tucker – basso, voce (2003–oggi)
- Brad Morgan – batteria (1999–oggi)
- Jay Gonzalez – tastiere (2008–oggi)

Ex-membri
- Jason Isbell – chitarra, voce (2001–2007)
- Rob Malone – chitarra, voce, basso (1999–2001)
- Earl Hicks – basso, batteria (1999–2003)
- Matt Lane – batteria (1999)
- Spooner Oldham – tastiere, voce (2003, 2007, 2007–2008)
- David Barbe – chitarra, tastiere (2003)
- Adam Howell – basso (1999)
- Barry Sell – mandolino (1999)
- Scott Danborn – fiddle (2003)
- Clay Leverett – armonica (2003)
- Jyl Freed – voce (2000)
- Kelly Hogan – voce (2000)
- Amy Pike – voce (2000)
- Anne Richmond Boston – voce (2000)

## Discografia

### Album in studio
- 1998 - Gangstabilly
- 1999 - Pizza Deliverance
- 2001 - Southern Rock Opera
- 2003 - Decoration Day
- 2004 - The Dirty South
- 2006 - A Blessing and a Curse
- 2008 - Brighter Than Creation's Dark
- 2010 - The Big To-Do
- 2011 - Go-Go Boots
- 2014 - English Oceans
- 2016 - American Band
- 2020 - The Unraveling
- 2020 - The New OK
- 2022 - Welcome 2 Club XIII
- 2023 - The Complete Dirty South

### Album dal vivo
- 2000 - Alabama Ass Whuppin'
- 2009 - Live from Austin, TX
- 2015 - It's Great to Be Alive!

### Raccolte
- 2009 - The Fine Print
- 2011 - Ugly Buildings, Whores, and Politicians: Greatest Hits 1998-2009